# Before the Storm
Albums de Darude
Rush
(2003)
Before the Storm est le premier album du producteur et disc jockey finlandais Darude.

## Succès commercial
Before the Storm est publié le 1er août 2000. Dès son entrée dans le Suomen virallinen lista finlandais, le disque est classé no 1 et reste à cette place la semaine suivante. Au total, il reste 36 semaines non consécutives dans le classement. Dans les autres pays nordiques, Before the Storm est classé 14e en Norvège et 9e en Suède,. En Grèce, il atteint la 10e place des classements albums. Dans le reste de l'Europe, il est respectivement classé 34e en France, 55e en Suisse et 74e aux Pays-Bas.
En mai 2001, Before the Storm est classé 18e au Canada. En août, le disque se hisse à la 11e place des Top Independent Albums établis par le magazine américain Billboard. Le mois suivant, l'album est simultanément classé 18e dans les Heatseekers Albums et 18e des Top Electronic Albums,. L'album se classe par ailleurs à la 6e place des classements néo-zélandais et à la 36e place des classements australiens,.
En 2000, Before the Storm est certifié disque de platine en Finlande. Il s'y écoule à 78 707 copies et y devient l'album de trance le plus vendu de tous les temps. Aux États-Unis, il se vend à 218 000 exemplaires. Les ventes totales de Before the Storm sont estimées à 700 000 exemplaires en 2003 (dont 76 500 en Finlande) et à plus de 800 000 en 2015.

## Accueil critique
Riaan Wolmarans, un journaliste du Mail & Guardian, loue le contenu de Before the Storm, qu'il considère comme « d'une bien meilleure qualité » que Sandstorm et Feel the Beat. Il décrit ce contenu comme de la « trance house séduisante avec quelques clins d'œil à la techno et au drum'n'bass. » Pour Joe Cool du Wales On Sunday, Before the Storm est une « collection de morceaux house-trance au rythme martelé » composée de la « même substance qui a fait de Sandstorm et Feel the Beat de tels tubes », soit « quelque chose d'impressionant. »
Dans le magazine Exclaim!, Philip Downey observe : « Trop souvent, un producteur dont le premier single est un tube planétaire doit vite l'accompagner d'un album entier, souvent composé de morceaux similaires mais médiocres. De façon surprenante, le finlandais Darude a réussi à éviter le piège. » Il conclut sa revue en disant que Before the Storm possède à la fois « qualité et diversité. » Ben Osborne du site dotmusic délivre une critique plus nuancée. Il considère d'abord Before the Storm comme « un testament » qui montre « à quel point la dance music a progressé sous les yeux autrefois aveugles de l'industrie musicale ». L'auteur juge cependant que « l'ensemble délimite à peine un nouveau territoire pour n'importe quel artiste ou audience. »
Antti J. Ravelin du site AllMusic attribue quant à lui la note de 1,5 sur 5 à Before the Storm. Il souligne par-dessus tout la monotonie de l'album et estime que les deux tubes résument à eux seuls le son du disque, tandis que le reste n'est qu'« une variation de ce thème ». Il considère qu'il « peut peut-être marcher sur une piste de danse », mais qu'il est « pratiquement impossible à écouter chez soi. » Before the Storm reçoit la même note de la part de Daniel Incognito, critique pour Sputnikmusic, qui insiste également sur sa répétition et qualifie l'écoute de l'album de « pratiquement insupportable ». Il écrit : « Bien qu'en théorie, avoir 11 chansons similaires à Sandstorm et Feel the Beat semble être une bonne chose, c'est en réalité loin d'être joli. (...) L'album entier a tendance à glisser dans un grand bouillon de culture, avec les mêmes rythmes et tonalités utilisés dans la plupart des chansons », ce qui rend selon lui l'album « rapidement énervant plutôt qu'addictif » et « un vecteur de maux de tête ». Il conclut néanmoins en disant qu'il est « très accessible à tous, et donne accès à une version pop et simplifiée de ce qui existe actuellement dans le monde de la trance ».

## Distinctions
En Finlande, Before the Storm reçoit le prix du « premier album de l'année » lors des Emma Awards de 2000. En mars 2002, il est nommé dans la catégorie « album de l'année » (« Album of the Year ») lors des DanceStar USA Awards de 2001, mais perd face à Kittenz and Thee Glitz de Felix da Housecat,.

## Crédits
- Arrangement : Jaakko Salovaara, Ville Virtanen
- Production et mixage : JS16
- Artwork : Sampo Hänninen
- Mastering : Pauli Saastamoinen

## Pistes
| No  | Titre                          | Auteur                                        | Durée |
| --- | ------------------------------ | --------------------------------------------- | ----- |
| 1.  | Sandstorm                      | Ville Virtanen                                | 3:45  |
| 2.  | Burning                        | Jaakko Salovaara, Marko Kumpula, Mikko Kivari | 7:09  |
| 3.  | Feel the Beat                  | Jaakko Salovaara                              | 4:19  |
| 4.  | Out of Control (Back for More) | Jaakko Salovaara                              | 5:01  |
| 5.  | Touch Me Feel Me               | Jaakko Salovaara                              | 6:14  |
| 6.  | Calm Before the Storm          | Ville Virtanen, Jaakko Salovaara              | 4:53  |
| 7.  | Let the Music Take Control     | Ville Virtanen, Jaakko Salovaara              | 5:46  |
| 8.  | Drums of New York              | Jaakko Salovaara                              | 6:05  |
| 9.  | The Flow                       | Ville Virtanen, Toni Lahde                    | 3:51  |
| 10. | Sandstorm (JS16 Remix)         | Ville Virtanen                                | 7:21  |
| 11. | Feel the Beat (JS16 Dark Mix)  | Jaakko Salovaara                              | 7:06  |

## Classements
| Classement (2000–2002)              | Meilleure position |
| ----------------------------------- | ------------------ |
| Allemagne (Media Control AG)        | 35                 |
| Australie (ARIA)                    | 36                 |
| Canada (Soundscan)                  | 18                 |
| États-Unis (Heatseekers Albums)     | 18                 |
| États-Unis (Top Electronic Albums)  | 6                  |
| États-Unis (Top Independent Albums) | 11                 |
| Finlande (Suomen virallinen lista)  | 1                  |
| France (SNEP)                       | 34                 |
| Grèce (PricewaterhouseCoopers)      | 10                 |
| Norvège (VG-lista)                  | 14                 |
| Nouvelle-Zélande (RIANZ)            | 6                  |
| Pays-Bas (Mega Album Top 100)       | 74                 |
| Suède (Sverigetopplistan)           | 9                  |
| Suisse (Schweizer Hitparade)        | 55                 |

| Classement (2001)                   | Position |
| ----------------------------------- | -------- |
| États-Unis (Top Independent Albums) | 31       |

| Classement (2002)                  | Position |
| ---------------------------------- | -------- |
| États-Unis (Top Electronic Albums) | 22       |

| Pays                         | Certification | Ventes |
| ---------------------------- | ------------- | ------ |
| Finlande (Musiikkituottajat) | Platine       | 78 707 |